# Петър Манзувчев
Петър Димитров Манзувчев е български революционер, деец на Вътрешната македоно-одринска революционна организация и Върховния македоно-одрински комитет.

## Биография
Петър Манзувчев е роден в 1880 година в леринското село Сребрено, тогава в Османската империя, днес в Гърция. Брат му Никола Манзувчев също е деец на ВМОРО. Посветен е във ВМОРО и става куриер на Организацията. Участва в Илинденско-Преображенското въстание през лятото на 1903 година с четата на Пандил Шишков. Участва в превземането на Невеска и разрушаването на казармите заедно с леринското горско началство Георги Попхристов, Христо Настев и Михаил Чеков и костурските чети и горското началство.
След общата амнистия през 1904 година се легализира в Сребрено. Продължава да е член на революционния комитет в селото. В 1905 година участва в голямото сражение при Сребрено срещу андартска чета, при която българските четници убиват няколко андарти и разпръсват четата, като впоследствие 35 андарти се предават на пристигналата османска военна част. В 1907 година при второто андартско нападение над Сребрено гръцките андарти убиват баща му, майка му, дядо му и баба му.
При избухването на Балканската война в 1912 година Манзувчев е доброволец в Македоно-одринското опълчение и служи в четата на Пандил Шишков.
След като Сребрено попада в Гърция в 1913 година, Манзувчев е арестуван за българска дейност от новите власти и заточен на Трикери, където лежи 8 месеца. След освобождението си емигрира в Свободна България.
На 4 март 1943 година, като жител на Варна, подава молба за българска народна пенсия, която е одобрена и пенсията е отпусната от Министерския съвет на Царство България.